# An Everlasting Piece
An Everlasting Piece is een Amerikaanse filmkomedie uit 2000 onder regie van Barry Levinson.

## Verhaal
De katholiek Colm en de protestant George zijn allebei kappers in een inrichting in Belfast. Tot ieders verbazing worden ze vennoten. Ze horen dat een krankzinnige man een lijst heeft van kale mensen in Belfast. Wanneer ze die lijst bemachtigen, begint hun strijd om een monopolie in haarstukjes.

## Rolverdeling
| Acteur           | Personage       |
| ---------------- | --------------- |
| Barry McEvoy     | Colm            |
| Brían F. O'Byrne | George          |
| Anna Friel       | Bronagh         |
| Pauline McLynn   | Gerty           |
| Ruth McCabe      | Mevrouw O'Neill |
| Laurence Kinlan  | Mickey          |
| Billy Connolly   | Scalper         |
| Des McAleer      | Mijnheer Black  |
| Colum Convey     | IRA-man         |
| Ian Cregg        | Milker          |
| David Pearse     | Kameraad        |
| Seamus Ball      | Mijnheer Duggan |
| Enda Oates       | Inspecteur      |
| Des Braiden      | Predikant       |
| George Shane     | Billy King      |